# Seosan
Seosan (Seosan-si; 서산시; 瑞山市), è una città della provincia sudcoreana del Sud Chungcheong.

## Amministrazione

### Gemellaggi
- Huy